# Simorcus zuluanus
Simorcus zuluanus là một loài nhện trong họ Thomisidae.
Loài này thuộc chi Simorcus. Simorcus zuluanus được George Newbold Lawrence miêu tả năm 1942.